# Ebbe Skjalmsen Hvide
Ebbe Skjalmsen Hvide (1085-1151) fue un noble de Dinamarca en el siglo XII, hombre de confianza de Svend III de Dinamarca. Era hijo de Skjalm Hvide.
Ebbe era señor de una gran parte de Haverup Ore. Probablemente también tenía propiedades en Bjernede, donde hizo construir una iglesia, y Roskilde. Ebbe fue testigo de la abdicación del rey Erico III de Dinamarca. Fundó junto a su hermano Asser, el Monasterio de Sorø.
Ebbe fue un consejero cercano y relevante del rey Svend Grathe y ayudó en la disputa entre Svend, Canuto y Valdemar. Según Saxo Grammaticus, el rey Svend no hizo nada sin consultar primero a Ebbe. Su papel se retrata de manera similar en la Saga Knýtlinga. Al comienzo de la guerra civil, Ebbe se propuso defender Roskilde para Svend Grathe y mantuvo la ciudad contra el rey Canuto V. Más tarde, Canuto quemó su casa en la ciudad. Saxo también menciona que la muerte de Ebbe afectó mucho al rey Svend, pero que en lugar de seguir confiando en la casa Hvide como consejeros, prefirió a Peder Torstensen.

## Herencia
Ebbe estuvo casado con dos mujeres, Ragnhild y Gyda. Con su esposa Ragnhild tuvo tres hijos: Gythe (o Gyda), Toke Ebbesen y  Sune Ebbesen. Algunas fuentes le imputan un cuarto hijo llamado Fin, su nombre aparece en una placa conmemorativa sobre la muralla de la iglesia de Bjernede (fin filius ebbonis).